# Arthur Josef Alwin Wieferich
Arthur Josef Alwin Wieferich, nemški matematik, * 27. april 1884, Münster, Nemčija, † 15. september 1954, Meppen, Nemčija.
Wieferich je najbolj znan po svojem delu iz teorije števil. 

## Življenje in delo
Bil je sin poslovneža. Med letoma 1903 in 1909 je študiral na Univerzi v Münstru. Na univerzi je leta 1907 poslušal Dehnova predavanja iz teorije števil, ki so nanj naredila velik vtis, tako da se je odločil raziskovati na tem področju. V času študija je objavil pet matematičnih publikacij. Bil je profesor do upokojitve leta 1949. Leta 1916 se je poročil in ni imel otrok.
V letu 1909 je pri raziskovanju Fermatovega velikega izreka opisal praštevila p, tako da {\displaystyle p^{2}} deli {\displaystyle 2^{p-1}-1}, primerjiva s tistimi iz Fermatovega malega izreka, po katerem vsako liho praštevilo p deli {\displaystyle 2^{p-1}-1}. Znani sta le dve takšni števili:(OEIS A001220)
1093, 3511.
Domnevajo oboje, da jih obstaja končno ali neskončno mnogo. Nobeno Mersennovo praštevilo ni tudi Wieferichevo praštevilo. Če obstaja le končno mnogo Wieferichevih praštevil, bo vsaj končno mnogo Mersennovih števil deljivih s kvadratom.